# Ілім (Шалинський міський округ)
Ілі́м (рос. Илим) — селище у складі Шалинського міського округу Свердловської області.
Населення — 770 осіб (2010, 929 2002).
Національний склад станом на 2002 рік: росіяни — 97 %.